# 哈德利溝隕石
哈德利月溪隕石（英語：Hadley Rille meteorite）是1971年的阿波羅15号任務中在月球座標 26° 26' 0" N, 3° 39' 20" E 处發現的一顆隕石。這是在地球以外的太陽系另一天体上發現的第二顆隕石，第一顆是於1969年發現的主教坑隕石。

## 特性
在鄰近哈德利月溪 收集的 1560229 号月壤樣本中找到的1-2毫米大小物体。哈德利月溪隕石的質量大約为3毫克，成分有頑火輝石、錐紋石、陨硫镁铁锰石、二氧化矽、磷鐵石、隕硫鐵、鈉長石和鉻鐵硫隕石。它被隕石學會分類為頑火輝石球粒隕石 (EH)。